# Armstrong Whitworth F.K.10
Armstrong Whitworth F.K.10 – brytyjski, czteropłatowy myśliwiec z okresu I wojny światowej. 

## Historia

Silnik Clerget 9B eksponowany w MLP w Krakowie

Frederick Koolhoven jako swój dziesiąty projekt opracował maszynę w układzie czteropłatu. W prototypie zastosowano silnik Clerget o mocy 110 KM. Wąskie płaty miały zapewnić większą widoczność dla obserwatora oraz większą zwrotność. Badania w locie wykazały, że spełnione zostało jedynie pierwsze założenie. W egzemplarzach seryjnych zastosowano silnik o mocy 130 KM.
Wyprodukowano 8 sztuk tego samolotu, które były użytkowane przez Royal Flying Corps i Royal Naval Air Service, lecz nie były używane bojowo.